# Oleg Zernikel
Oleg Zernikel (Almaty, 16 aprile 1995) è un astista tedesco.

## Biografia
È nato ad Almaty in Kazakistan. All'età di undici anni, si è trasferito con la sua famiglia dal Kazakistan a Landau in der Pfalz nella Renania-Palatinato, in Germania. Il padre era un lunghista e altista.
Ai campionati europei indoor di Toruń 2021 ha ottenuto il quarto posto nel salto con l'asta, realizzando la misura di 5,70 metri. Agli europei di Roma 2024 ha conquistato la medaglia di bronzo.

## Palmarès
| Anno | Manifestazione  | Sede      | Evento           | Risultato | Prestazione | Note                                     |
| ---- | --------------- | --------- | ---------------- | --------- | ----------- | ---------------------------------------- |
| 2011 | Mondiali U18    | Lilla     | Salto con l'asta | 4º        | 4,80 m      |                                          |
| 2013 | Europei U20     | Rieti     | Salto con l'asta | 6º        | 5,15 m      |                                          |
| 2014 | Mondiali U20    | Eugene    | Salto con l'asta | Bronzo    | 5,50 m      | Miglior prestazione personale            |
| 2017 | Europei U23     | Bydgoszcz | Salto con l'asta | 5º        | 5,40 m      |                                          |
| 2021 | Europei indoor  | Toruń     | Salto con l'asta | 4º        | 5,70 m      |                                          |
| 2021 | Giochi olimpici | Tokyo     | Salto con l'asta | 9º        | 5,70 m      |                                          |
| 2022 | Mondiali indoor | Belgrado  | Salto con l'asta | 9º        | 5,75 m      |                                          |
| 2022 | Mondiali        | Eugene    | Salto con l'asta | 5º        | 5,87 m      | Miglior prestazione personale            |
| 2022 | Europei         | Monaco    | Salto con l'asta | 9º        | 5,50 m      |                                          |
| 2023 | Mondiali        | Budapest  | Salto con l'asta | 14º (q)   | 5,70 m      | Miglior prestazione personale stagionale |
| 2024 | Europei         | Roma      | Salto con l'asta | Bronzo    | 5,82 m      | Miglior prestazione personale stagionale |
| 2024 | Giochi olimpici | Parigi    | Salto con l'asta | 9º        | 5,70 m      |                                          |
| 2025 | Europei indoor  | Apeldoorn | Salto con l'asta | 9º        | 5,60 m      |                                          |